# Angelo Varetto
Angelo Varetto (Torino, 10 ottobre 1910 – Milano, 8 ottobre 2001) è stato un ciclista su strada italiano, attivo come professionista e indipendente dal 1934 al 1939 e vincitore della Milano-Sanremo 1936.

## Carriera
Passista torinese, nel 1932 corse il Giro della Tripolitania da dilettante, vincendone una tappa, l'ottava. Nel 1934 passò tra gli indipendenti con la torinese S.C. Biagio Nazzaro, e il 26 marzo partecipò alla Milano-Sanremo; il 19 agosto corse invece la Asti-Ceriale, giungendo terzo. Nel 1935 in maglia S.C. Vigor vinse, il 30 giugno, l'Asti-Ceriale, e ad agosto partecipò al Giro delle Quattro Provincie del Lazio, arrivando secondo alla terza e ultima tappa.
Nel 1936 entrò nella squadra milanese Gloria e il 19 marzo partecipò alla Milano-Sanremo. In fuga con altri dieci sin dai primi chilometri, vinse in volata. Lo stesso anno vinse la Coppa Caldirola e corse il suo primo Giro d’Italia, che non concluse. Corse poi la Milano-Modena 1936, conclusa al nono posto. Nel giugno 1937 partecipò al Giro di Germania. Corse un secondo Giro d'Italia nel 1938, ma non lo concluse, e si ritirò alla soglia dei 29 anni, rimanendo a vivere a Milano.
Morì a 91 anni; le sue ceneri riposano in una celletta al cimitero di Bruzzano.

## Palmarès
- 1932 (dilettanti)

8ª tappa Giro della Tripolitania (Homs > Tripoli)
- 1933 (dilettanti)

Coppa Borgna
- 1935 (S.C. Vigor Torino)

Asti-Ceriale
- 1936 (Gloria, due vittorie)

Milano-Sanremo
Coppa Caldirola

## Piazzamenti

### Grandi Giri
- Giro d'Italia

1936: ritirato (8ª tappa)
1938: ritirato

### Classiche monumento
- Milano-Sanremo

1934: 17º
1936: vincitore